# Do You Want to Know a Secret/Thank You Girl
Do You Want to Know a Secret/Thank You Girl è un singolo discografico della band britannica The Beatles, pubblicato negli Stati Uniti nel 1964. Venne pubblicato anche in Giappone e in Canada.

## Tracce
Testi e musiche di Paul McCartney e John Lennon.
1. Do You Want to Know a Secret – 1:57
2. Thank You Girl – 2:01

## Formazione
- Paul McCartney - voce, basso elettrico
- John Lennon - chitarra ritmica
- George Harrison - chitarra solista
- Ringo Starr - batteria